# Robert Methuen, 7. Baron Methuen
Robert Alexander Holt Methuen, 7. Baron Methuen (* 22. Juli 1931; † 9. Juli 2014) war ein britischer Peer und Politiker (Liberal Democrat).

## Familie
Robert Methuen war der dritte und jüngste Sohn von Anthony Methuen, 5. Baron Methuen, und dessen Frau Grace Durning, der Tochter von Sir Richard Durning Holt, 1. Baronet.
Er heiratete in erster Ehe 1958 Mary Catherine Jane Hooper. Ein Jahr nachdem die Ehe 1993 geschieden wurde, heiratete er Margrit Andrea Hadwiger. Aus der ersten Ehe sind zwei Töchter hervorgegangen. Da er keine männlichen Nachkommen hatte, wurde sein Neffe zweiten Grades James Methuen-Campbell (* 1952) sein Nachfolger als Baron Methuen.

## Ausbildung und Beruf
Er besuchte die Shrewsbury School und studierte danach am Trinity College der Universität Cambridge. Das Studium schloss er 1957 mit dem Bachelor of Arts (BA) als Ingenieur ab. Nach dem Studium arbeitete er 1957 bis 1967 als Ingenieur für Westinghouse Brake and Signal Company und danach 1968 bis 1975 als Computer System Engineer bei IBM UK Ltd und 1975 bis 1994 für Rolls-Royce plc.

## Politik
Beim Tod seines Bruders Anthony Methuen, 6. Baron Methuen, 1994, (der andere Bruder Anthony Richard Paul Methuen war bereits mit elf Jahren verstorben) erbte er den Titel eines Baron Methuen und den damit verbundenen Sitz im House of Lords. Im Parlament gehörte er dem Science and Technology Select Committee und anderen Ausschüssen an und wurde Deputy Speaker der Fraktion der Liberal Democrats. Er war einer der 92 erblichen Peers, die gewählt wurden, ihren Parlamentssitz nach dem Inkrafttreten des House of Lords Act 1999 zu behalten.